# Caesalpinia bahamensis
Caesalpinia bahamensis es un arbusto perteneciente a la familia Fabaceae. Es originaria del Caribe en Bahamas y Cuba.

## Hábitat
Se encuentra en terrenos pantanosos de las desembocaduras de los ríos, en costas bajas.

## Propiedades
Indicaciones: se utiliza contra las enfermedades del hígado y los riñones (decocción de la madera en trocitos); la maceración de la madera se usa contra la diabetes y el polvo de la corteza se usa en úlceras crónicas. Es irritante sobre la piel.

## Taxonomía
Caesalpinia bahamensis fue descrito por Jean-Baptiste Lamarck y publicado en Encyclopédie Méthodique, Botanique 1(2): 461. 1785.
Etimología
Caesalpinia: nombre genérico que fue otorgado en honor del botánico italiano Andrea Cesalpino (1519-1603).
bahamensis: epíteto geográfico que alude a su localización en las Bahamas.
Sinónimos
- Caesalpinia reticulata Britton
- Caesalpinia rugeliana Urb.[5]

## Nombre comunes
- Castellano: brasilete